# New Rockford, Dakota de Nord
New Rockford este sediul comitatului Eddy (conform originalului din engleză, Eddy County), unul din cele 53 de comitate ale statului american Dakota de Nord. Populația fusese de 1.391 de locuitori la recensământul din 2010. New Rockford a fost fondat în 1883.